# John Coffee
John Coffee (1772-1833) fut un planteur américain et un officier de l'armée des États-Unis.

## Biographie
John Coffee est né dans le comté du Prince-Édouard dans l'État de Virginie.
En octobre 1809, il épouse Mary Donelson, une parente de l'épouse du président américain Andrew Jackson.
Lors de la guerre anglo-américaine de 1812, il s'engage comme volontaire et est nommé général de brigade l'année suivante. Il participe à de nombreuses batailles dont celle de La Nouvelle-Orléans en 1815, ultime affrontement contre les forces britanniques.
Après la guerre, il devint géomètre de la ville de Florence dans l'État de l'Alabama.
Devenu colonel, il représente le gouvernement américain avec le secrétaire d'État à la Guerre John Eaton lors des négociations et de la signature du traité de Dancing Rabbit Creek en 1830 face aux partenaires de la Nation Choctaw, les chefs amérindiens, Greenwood LeFlore et Mushulatubbee.

## Hommages
Le comté de Coffee dans l'Alabama, le comté de Coffee dans le Tennessee ainsi que la ville de Coffeeville au Mississippi portent son nom en son honneur.